# Schiphol-Centrum
Schiphol-Centrum is sinds 1967 het centrale deel van de luchthaven Schiphol in de Nederlandse provincie Noord-Holland, ten zuidwesten van Amsterdam aan de Rijksweg A4. Rond Schiphol-Centrum liggen: Schiphol-Oost, Schiphol-Zuidoost, Hoofddorp, Schiphol Noordwest en Badhoevedorp.
Op Schiphol-Centrum bevinden zich:
- het stationsgebouw van de luchthaven Schiphol, met de aankomst- en vertrekhal en winkelcentrum, Schiphol Plaza
- het treinstation Schiphol Airport (oorspronkelijk uit 1978 als afzonderlijk gebouw, sinds 1995 ligt het grotendeels onder het luchthavenstationsgebouw en is het daarmee geïntegreerd)
- de centrale verkeerstoren van de luchthaven
- het Schipholgebouw (met het hoofdkantoor van het holding-bedrijf Schiphol Group)
- vele luchtvaartbedrijven
- hotels
- parkeergarages

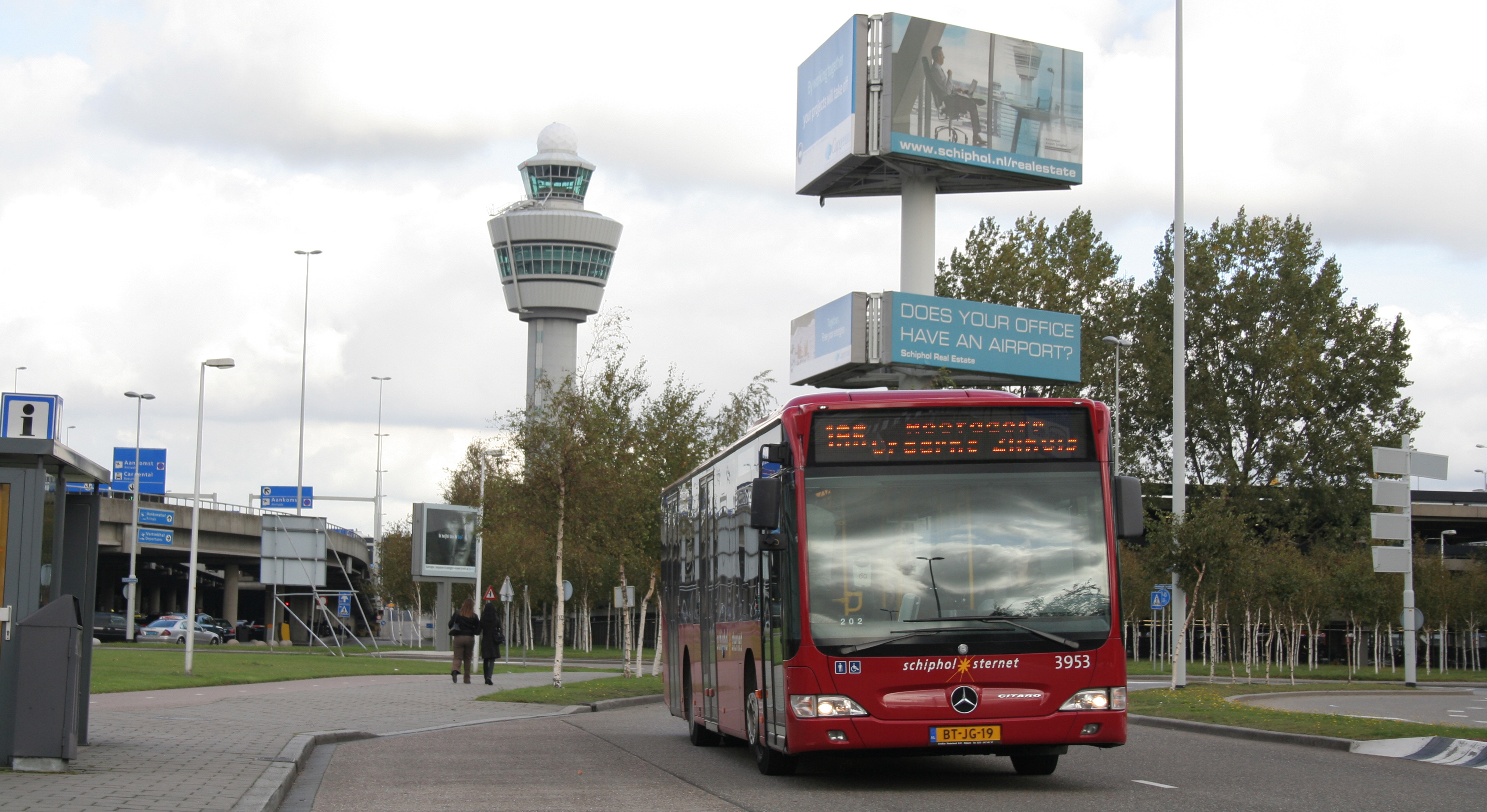
Verkeerstoren en bus van Schiphol Sternet
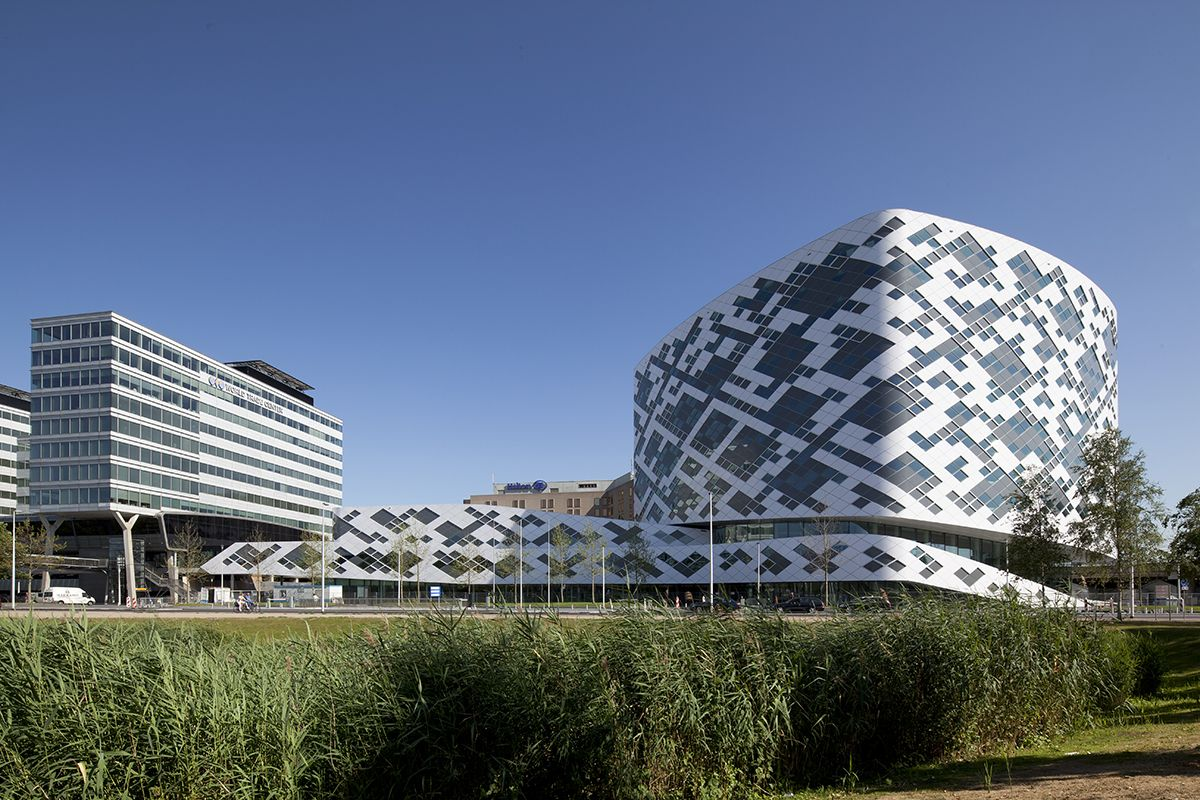
Hilton hotel Schiphol